# Садовая-Сухаревская улица
Садо́вая-Су́харевская улица — улица в Мещанском районе Центрального административного округа Москвы, часть Садового кольца, расположена между Самотёчной и Малой Сухаревской площадями. Сухаревская эстакада соединяет её с Садовой-Самотёчной улицей.

## История
Представляет собой часть Садового кольца; названа по Сухаревой башне, находившейся на Сухаревской площади (сейчас разделена на Малую и Большую Сухаревские площади).

## Описание
Садовая-Сухаревская улица начинается от Самотёчной площади в месте пересечения Садового кольца с Цветным бульваром и Олимпийским проспектом и проходит на восток, на юг к центру отходит Трубная улица, затем слева на север отходит Мещанская улица, за которой она переходит в Малую Сухаревскую площадь. Над большей частью улицы находится Сухаревская эстакада (построена в 1967 году), которая проходит над Самотёчной площадью и соединяет её с Садовой-Самотёчной улицей.

## Примечательные здания и сооружения

### По нечётной стороне
- № 5 — особняк В. В. Правдиной (1908, архитекторы А. В. Правдин и А. А. Галецкий)[2][3]. Архитектор и коммерсант А. В. Правдин построил дом для своей семьи. После революции помещение было передано кредитному обществу и страхкассе Московского уезда. В 1978 г. возле дома проходили съемки одной из сцен телефильма «Место встречи изменить нельзя».
- № 7 — доходный дом (1884, архитектор С. А. Гамбурцев). В здании с 1930-х годов находится музыкальная школа имени Ю. А. Шапорина Московского государственного института музыки, одна из старейших московских музыкальных школ.
- № 9 — бывший доходный дом Хрипуновой (1913, архитектор В. О. Данилов).
- № 9А — жилой дом (конец 1920-х годов)[4], ныне — гостиница «Дельта».
- № 11 — (1904, архитектор А. Д. Станчик). Здание в классическом стиле, построено для уездной Земской управы. После революции и до 1929 года здесь находился Московский уездный совет. Затем здание принадлежало МВД. В середине 1930-х гг. надстроено одним этажом.
- № 13/15 — жилой дом (1958, В. В. Карпов и А. А. Шайхет).
- № 17/1 — доходный дом (1875, архитектор Н. П. Ларионов)[1]. Здесь в конце 1890-х годов снимала квартиру сестра А. П. Чехова Мария Павловна. В 1930—1950-х годах жил актёр Борис Толмазов[5].

### По чётной стороне
- № 2/34, стр. 1 — Транснациональный банк.
- № 6/37 — доходный дом Федосюк (1893, архитектор М. А. Арсеньев). В здании находятся Российская коллегия аудиторов, Некоммерческое партнерство национальная федерация консультантов и аудиторов и другие организации.
- № 8/12 — жилой дом (1940, архитекторы А. М. Алхазов и Б. К. Мирович)[6]; гомеопатическая аптека.
- № 10/12 — доходный дом Каверинского, 1908 год[7].
- № 12 — школа № 1219 (с углубленным изучением немецкого языка).
- № 14,  памятник архитектуры (региональный) — электротеатр «Форум» (1914, архитектор Ф. Н. Кольбе, инженер Л. А. Анохин)[1], один из старейших в Москве кинотеатров. Фасад оформлен в стиле неоклассицизма, имеет трёхчастную композицию и украшен колоннадой ионического ордера.

К 2013 году строение оказалось в полуразрушенном состоянии, сохранился лишь передний фасад. Существуют планы по реконструкции здания и открытию в нём кинотеатра. В июне 2014 года ООО «Динвест», начавшее незаконные строительные работы по этому адресу, было оштрафовано решением суда по требованию Москомнаследия.
- № 16 — Федеральная служба по надзору в сфере образования и науки, Высшая аттестационная комиссия Министерства образования и науки РФ, Бюллетень Высшей аттестационной комиссии Федеральной службы по надзору в сфере образования и науки.

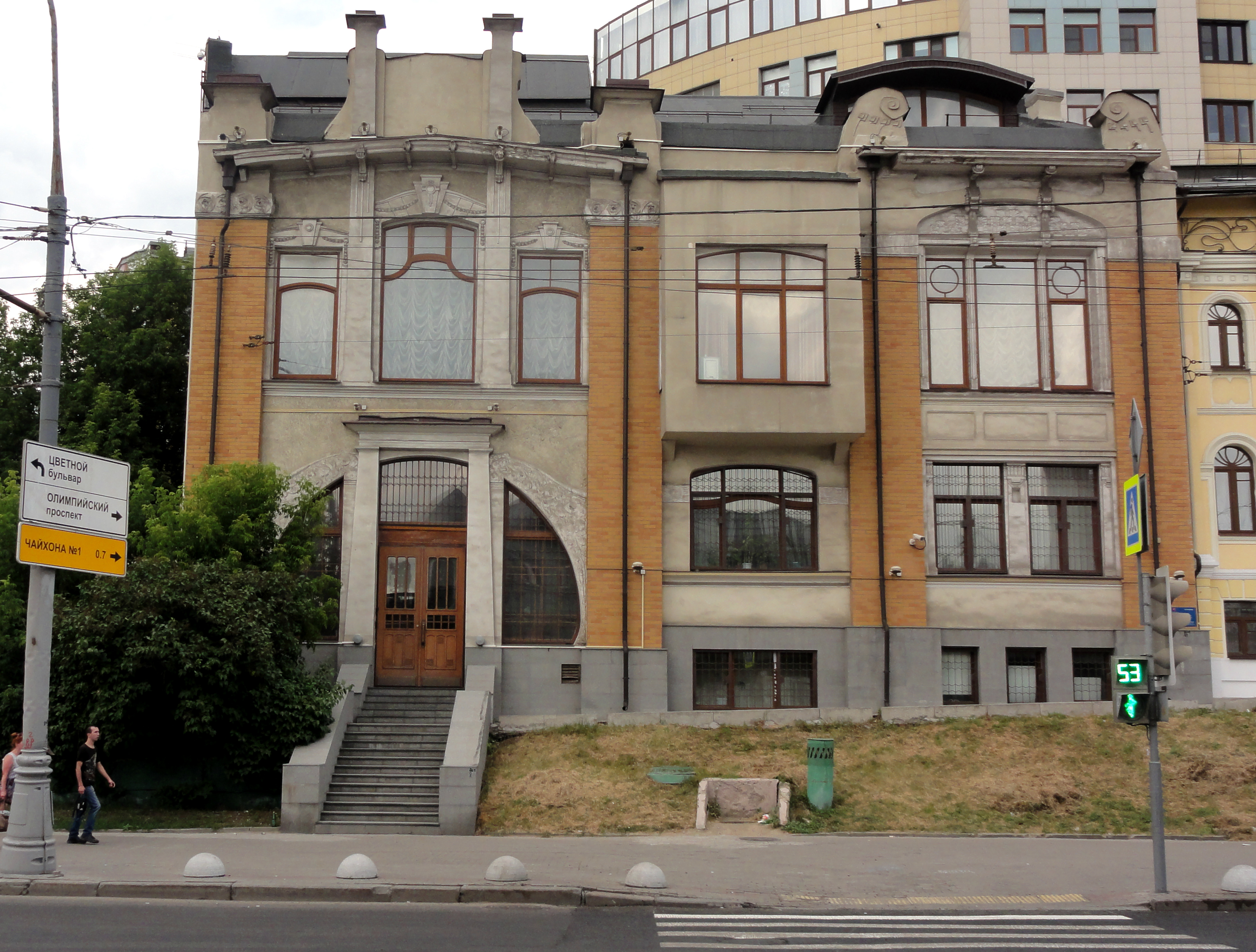
Дом Правдиной (№ 5)
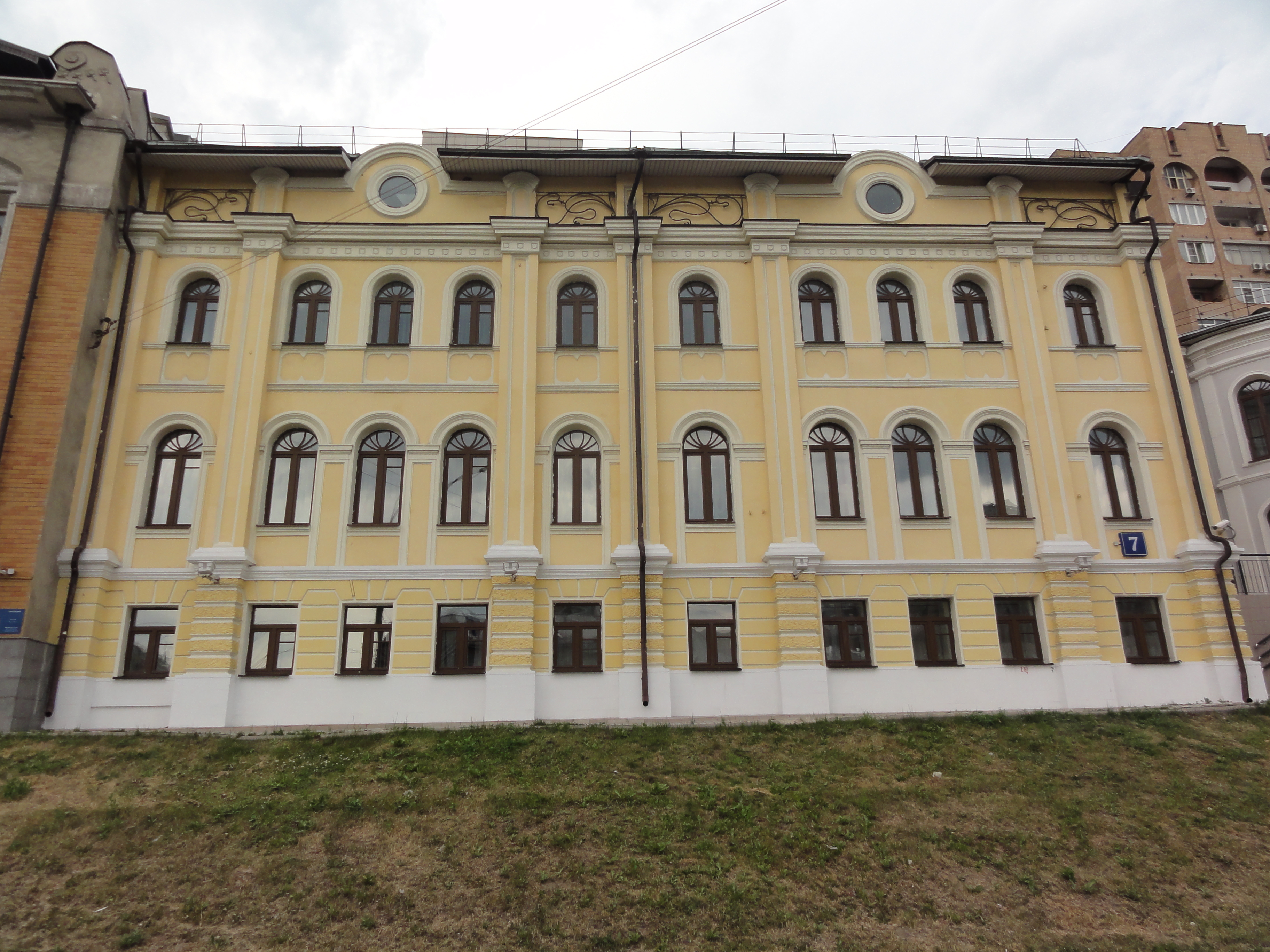
Доходный дом (№ 7)
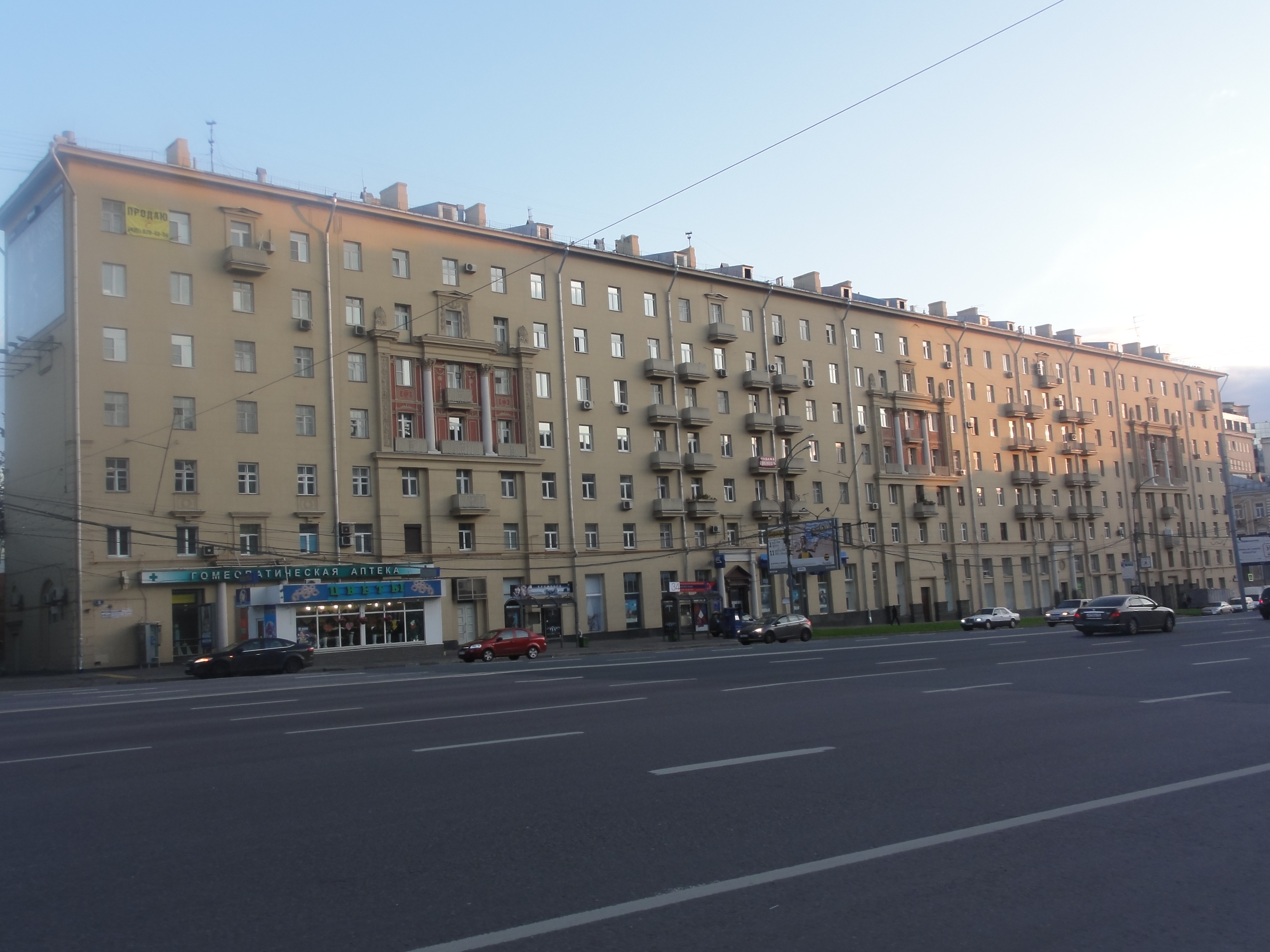
Жилой дом (№ 8/12)
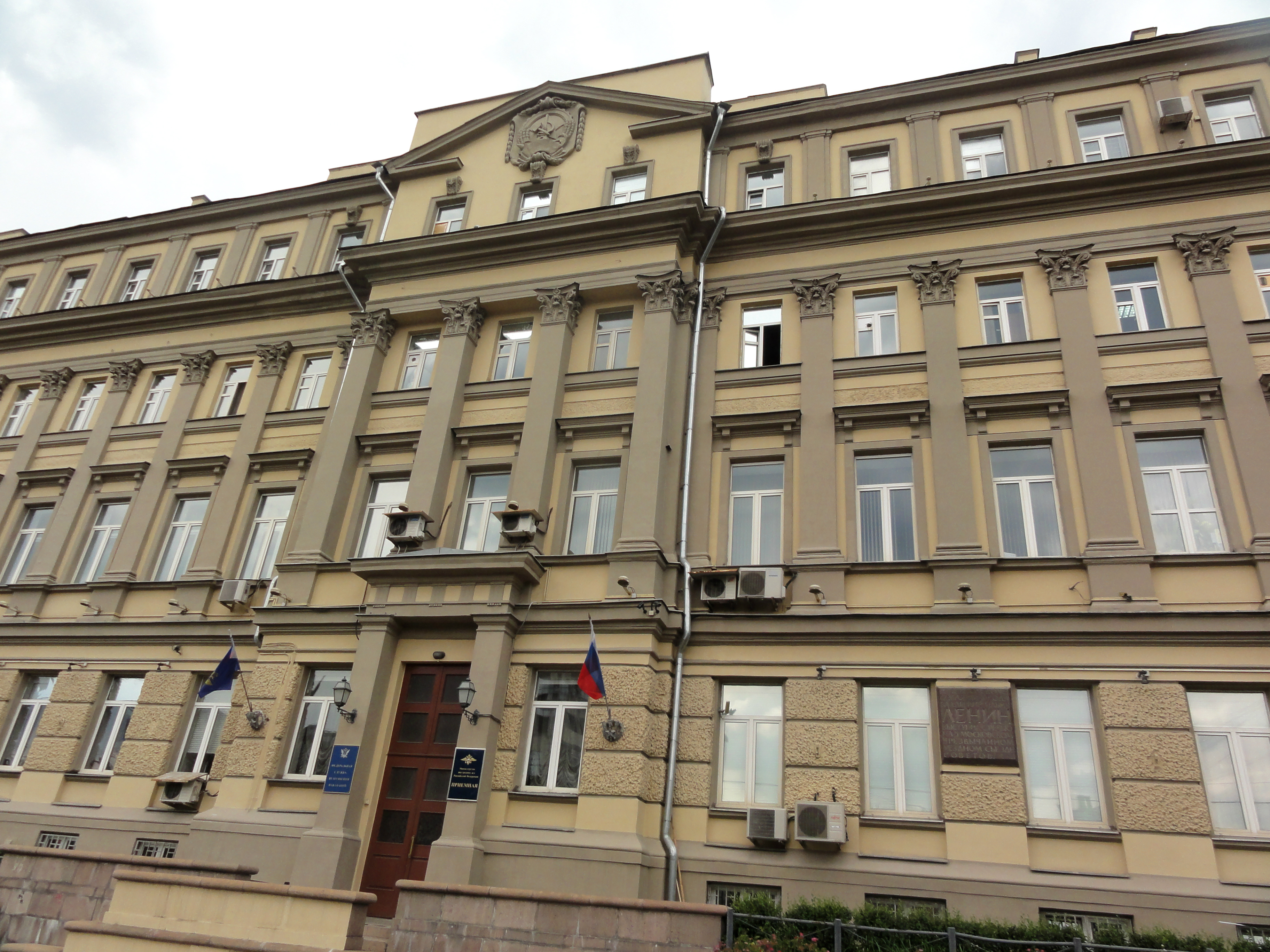
Здание бывшей Земской управы (№ 11)

## Движение транспорта
Автомобильное движение по Сухаревской эстакаде — двустороннее 3-полосное на каждой стороне, которая непосредственно перед выходом Мещанской улицы сливается с остальной частью улицы, на которой движение 4-полосное. После слияния эстакады и улицы движение осуществляется по 6 полосам в каждую сторону.